# Burgos (Pangasinan)
Burgos is een gemeente in de Filipijnse provincie Pangasinan op het eiland Luzon. Bij de laatste census in 2007 had de gemeente ruim 20 duizend inwoners.

## Geografie

### Bestuurlijke indeling
Burgos is onderverdeeld in de volgende 14 barangays:
| - Anapao - Cacayasen - Concordia - Ilio-ilio - Papallasen - Poblacion - Pogoruac | - Don Matias - San Miguel - San Pascual - San Vicente - Sapa Grande - Sapa Pequeña - Tambacan |

## Demografie
Burgos had bij de census van 2007 een inwoneraantal van 20.187 mensen. Dit zijn 2.045 mensen (11,3%) meer dan bij de vorige census van 2000. De gemiddelde jaarlijkse groei komt daarmee uit op 1,48%, hetgeen lager is dan het landelijk jaarlijks gemiddelde over deze periode (2,04%).